# Alberto Soro Álvarez
Alberto Soro Álvarez (Eixea, província de Saragossa, Aragó, 9 de març de 1999), és un futbolista espanyol. Juga com a migcampista i el seu equip actual és el FC Vizela, de la Primeira Liga, cedit pel Granada CF de la Primera Divisió espanyola.

## Trajectòria
Jugador format a la Sociedad Deportiva Ejea i el Reial Saragossa, debuta amb el filial saragossista al desembre de 2017 contra el Vila-real Club de Futbol B, sent part encara de l'equip de Divisió d'Honor Juvenil. L'estiu de 2018 va passar a formar part de la plantilla del filial de cara a la propera temporada juntament amb bona part de la plantilla del Divisió d'Honor —inclòs el seu entrenador Javier Garcés que també va promocionar al Deportivo Aragón — en l'assenyalada dins del club com una magnífica generació de futbolistes.
Simultàniament va realitzar la pretemporada amb el primer equip sent un de les revelacions de la mateixa, per la qual cosa Imanol Idiakez el va fer debutar en la segona jornada de lliga de Segona Divisió contra el Club de Futbol Reus Deportiu el 25 d'agost de 2018, partit en el qual també va debutar el nouvingut Álvaro Vázquez. Les seves actuacions el van fer finalment conformar part del primer equip, on va disputar un total de 31 partits en la temporada, en els quals va marcar un gol, el 8 de setembre, en el seu tercer partit, en la victòria per 0-4 enfront del Reial Oviedo. La progressió li va valer a més a arribar a ser un dels titulars de l'equip en la segona meitat de la temporada.
A causa d'això va suscitar l'interès de diversos clubs, i finalment el Reial Madrid Club de Futbol va contractar al futbolista per les següents cinc temporades, si bé va permetre que continués un any més cedit en les files del conjunt saragossista, i com a integrant de la primera plantilla amb caràcter general.
L'1 de setembre de 2020 es va fer oficial el seu fitxatge pel Granada CF per a les següents cinc temporades.